# Hartwig Art Foundation
De Hartwig Art Foundation is een Nederlandse stichting met als doel het bevorderen en mogelijk maken van de productie, presentatie, communicatie en conservering van kunst voor de maatschappij, het publieke domein en het algemeen belang. Door het ondersteunen van zowel beeldende kunstenaars als de infrastructuur van de kunstsector wil de stichting een culturele omgeving voor de samenleving als geheel duurzaam bevorderen.
De stichting stimuleert artistieke uitwisseling en werkt daartoe samen met verschillende musea en organisaties, waaronder het Stedelijk Museum Amsterdam (SMA), het Centraal Museum (Utrecht), cultureel centrum De Balie (Amsterdam) en kunstcentrum Stroom Den Haag. De stichting beheert het Hartwig Art Production | Collection Fund. Vanuit dit fonds worden opdrachten gegeven aan jonge getalenteerde kunstenaars en werken van hen aangekocht die geschonken worden aan het Instituut Collectie Nederland, waarmee zij in gedeeld eigenaarschap van de Nederlandse musea komen.
Het vermogen van de Hartwig Art Foundation bestaat uit subsidies, schenkingen, legaten en activa verkregen uit erfenissen. De stichting is opgezet door zakenman en mecenas Rob Defares (die het beurshandelsbedrijf IMC Financial Markets opzette) en is, net als de Hartwig Medical Foundation, een dochter van de Hartwig Foundation, een stichting die projecten op het gebied van kunst, cultuur, onderwijs en medische wetenschap ondersteunt.
Samen met Beatrix Ruf (voormalig directeur van het Stedelijk Museum Amsterdam) vormt Defares het bestuur van de Hartwig Art Foundation. Defares zat in de Raad van Bestuur van het Stedelijk Museum toen Ruf hier als directeur werd benoemd.

## Nieuw museum in Amsterdam

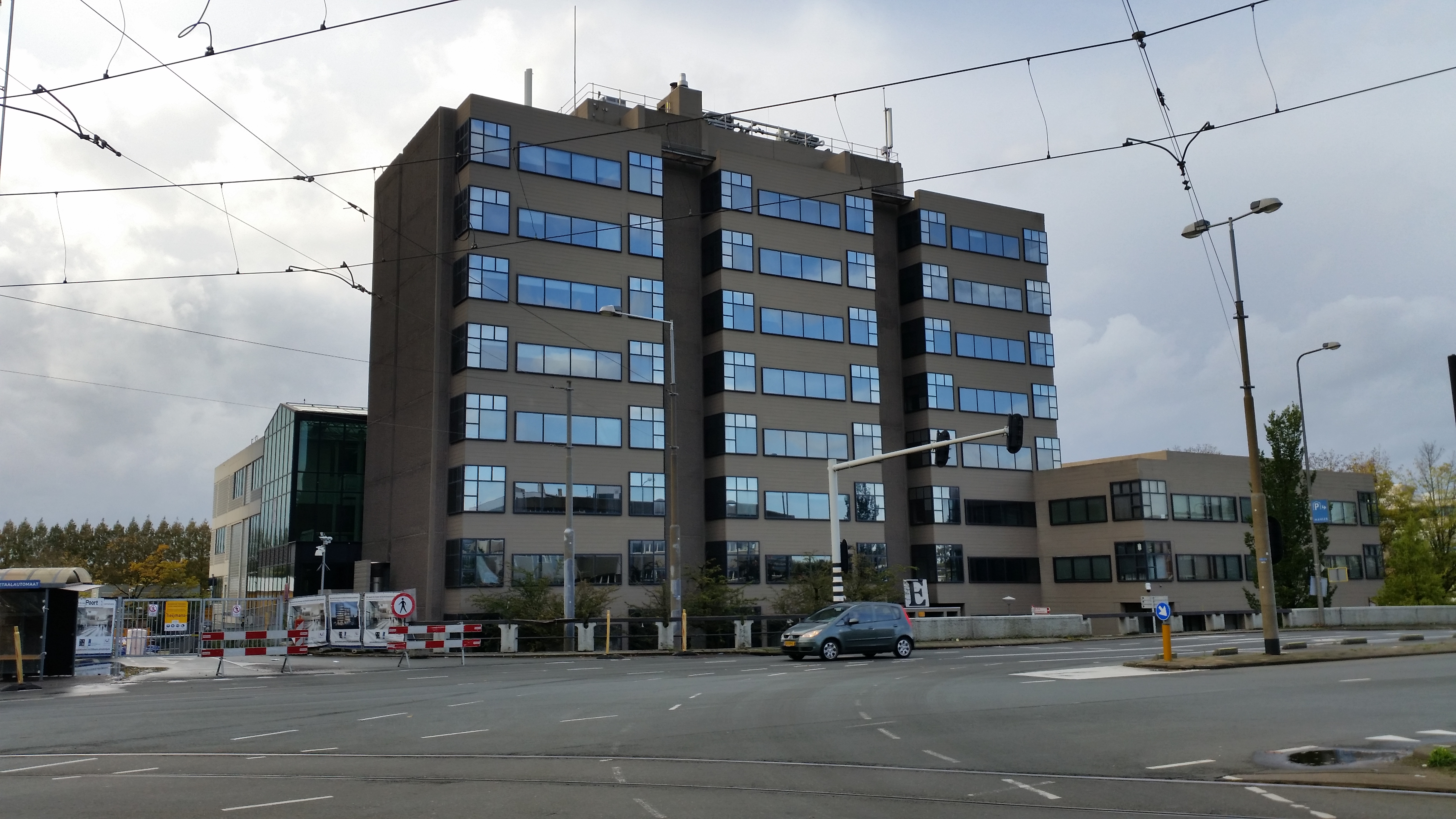
Oude rechtbank (deels monumentaal) aan de Parnassusweg 200 te Amsterdam

In 2019 diende de Hartwig Art Foundation een plan in bij de Gemeente Amsterdam om in het oude gebouw van de Rechtbank Amsterdam aan de Parnassusweg 200 (in het district de Zuidas) een nieuw museum te gaan vestigen. Het museum heeft de voorlopige naam Museum of Contemporary Art (MCA) gekregen en zal zonder subsidie van de overheid door de stichting zelf bekostigd worden.
Nadat de Amsterdamse Kunstraad in juni 2021 positief adviseerde over het plan voor het nieuwe museum kreeg het plan de steun van het Amsterdamse College. Het gebouw van de Rechtbank zal door de Gemeente Amsterdam als gemeentelijk onroerend goed aangekocht worden van het Rijksvastgoedbedrijf voor het bedrag van €26.825.000 en verhuurd worden aan de Hartwig Art Foundation. Op 15 september 2021 stemde de Amsterdamse Gemeenteraad in met de aankoop. De kosten voor de verbouwing van de rechtbank zullen worden gedragen door de Hartwig Art Foundation, en Rob Defares zal persoonlijk op jaarlijkse basis 3,5 miljoen euro bijdragen aan de exploitatie van het museum.
Het museum krijgt geen eigen collectie maar gaat wisselende exposities brengen met werk van jonge, veelbelovende, internationale kunstenaars. Deze tentoonstellingen zullen worden samengesteld door wisselende curatoren. Naast tentoonstellingsruimtes zullen er ook een bibliotheek, een foodlab, een sociëteit, een auditorium, ateliers en verblijfsruimtes voor kunstenaars komen. Het museum wil een culturele pioniersfunctie vervullen door de ligging aan de Zuidas, het zakelijke district van Amsterdam en gelegen buiten het Centrum met zijn concentratie aan musea rond het Museumplein.

### Advies Kunstraad
De Amsterdamse Kunstraad is in haar advies van mening dat het museum een belangrijke aanvulling is op het bestaande aanbod in Amsterdam, al mist zij in het plan een grondige analyse van de sector waarbinnen het museum een belangrijke plek denkt te kunnen innemen. Ook tekent de raad aan dat het nodig is dat het bestuur groter wordt dan de twee bestuursleden die het plan indienden, en dat gezocht moet worden naar een naam die verwarring met het Stedelijk Museum Amsterdam (dat tevens moderne kunst exposeert) voorkomt. Tevens merkt de raad op dat de inkomens- en concurrentiepositie van het SMA kan verslechteren als het nieuwe museum gratis toegankelijk wordt, al verwacht men geen directe concurrentie in het aanbod van beide musea.